# Мельхіор Таверньє
Мельхіор Таверньє (1594 — травень 1665, Париж) — французький гравер і видавець.

## Біографія
Син Габріеля II Таверньє, гравера та торговця гравюрами в Парижі, він мав чотирьох братів і сестер: Жана-Батиста (1605—1689), Габріеля III (хрещений у 1613 році), Даніеля та Марі. За контрактом від 30 червня 1609 року молодший Мельхіор Таверньє у віці чотирнадцяти років став учнем у Томаса де Леу протягом чотирьох років, і через це Прео et al. дійшли висновку, що він народився в 1594 або 1595 році. За словами Братів Хааг, він був охрещений у 1594 році. З сучасним рівнем знань часто дуже важко відрізнити творчість молодшого Мельхіора Таверньє від роботи його дядька.
У 1618 році Мельхіор Таверньє став гравером і друкарем глибокого друку при королі (graveur et imprimeur en taille-douce du Roi) з фокусом на історичних сюжетах і картах.
Абрахам Босс став учнем у магазині Таверньє в 1620 році, а Таверньє став одним із його видавців. Між 1623 і 1629 роками Лудольф Бюзінк зробив гравюри на дереві для Таверньє за малюнками Жоржа Лаллемана. Таверньє займає важливе місце в історії французької торгівлі картами. Він публікував і продавав карти й атласи, зокрема твори Генріха Гондіуса, Йоганна Янсоніуса та Ніколя Тассена. Він також публікував, починаючи з 1632 року, ранні роботи Ніколя Сансона, якого часто називають засновником французької картографії.
У 1622 році він переїхав до Острова Сіте.
12 лютого 1644 року він продав частину своїх активів Франсуа Ланглуа за п'ять мільйонів ліврів, а решту П'єру Маріетту (1596—1657), дідові Жана Марієта, за одинадцять мільйонів.
За контрактом від 24 квітня 1658 року Таверньє одружився з Жанною Гобіл, сестрою Гедеона Гобіля, продавця офортів. Хвороба в 1661 році зробила Таверньє недієздатним, і в травні 1665 року його дружина отримала документ, складений перед нотаріусом, щоб захистити її інтереси. Невдовзі Таверньє помер: інвентар після його смерті датований 25 травня 1665 року.

## Твори
- Plan de la ville de Paris (1630).
- Plan de la ville de Toulouse (1631).
- Alessandro Francini[en], Livre d'architecture contenant plusieurs portiques de differentes inventions, sur les cinq ordres de colomnes (1631).
- Pierre Le Muet[en], Règles des cinq ordres d'architecture de Vignolle (1632).
- Carte géographique des postes qui traversent la France (1632).
- Le vray et primitif heritage de la couronne de France (1642).
- Jean Du Breuil[en], Perspective pratique (1642).

## Галерея

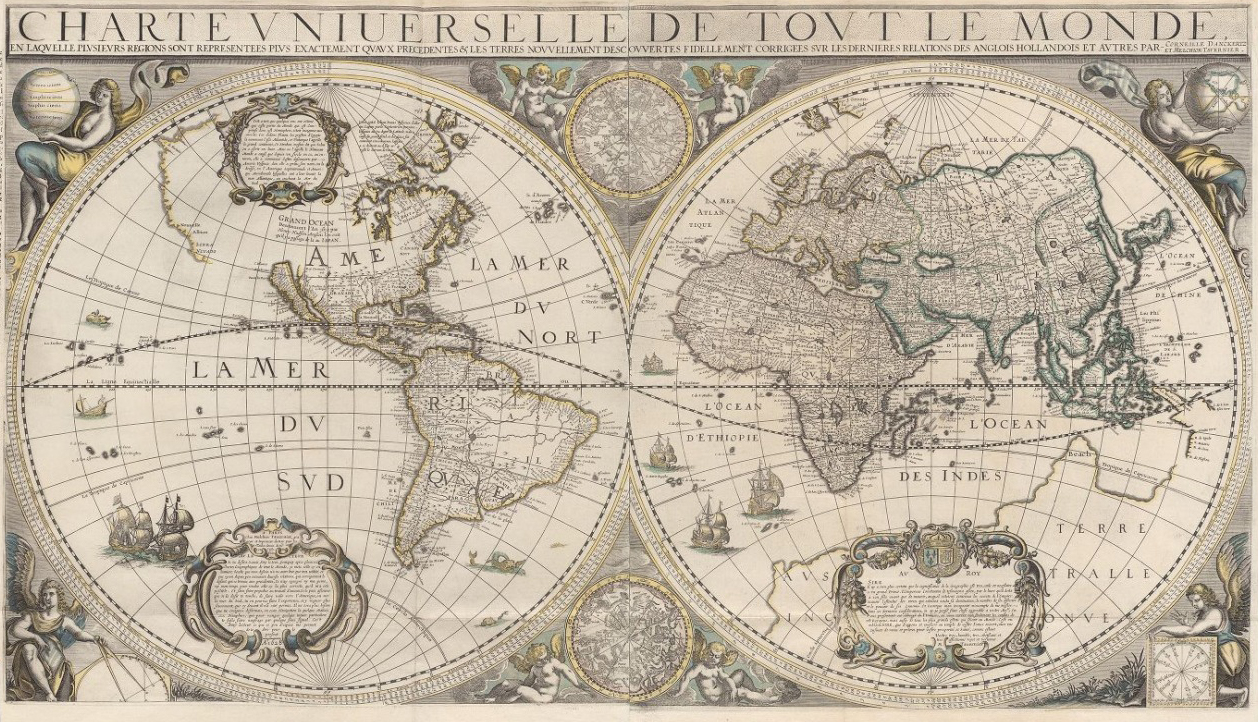
Мапа світу (1642)
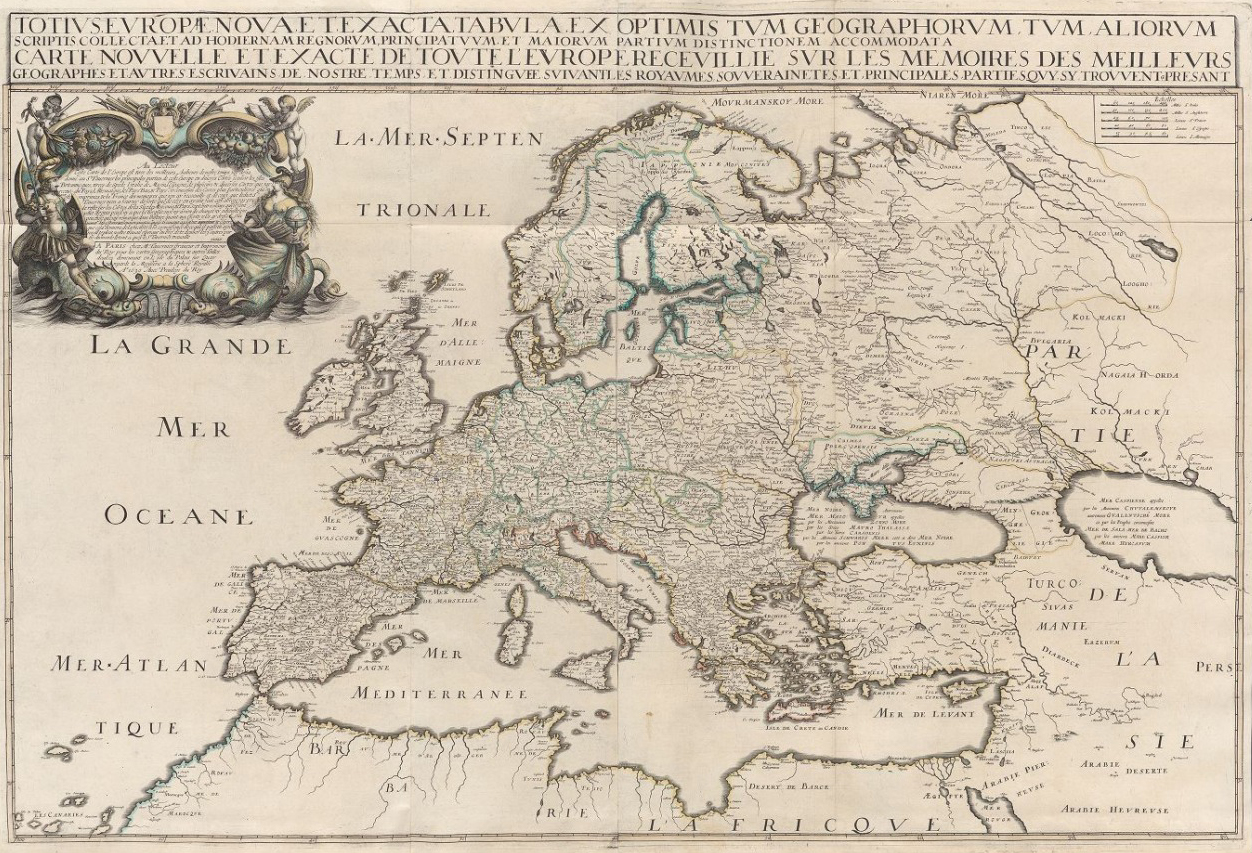
Мапа Європи (1642)
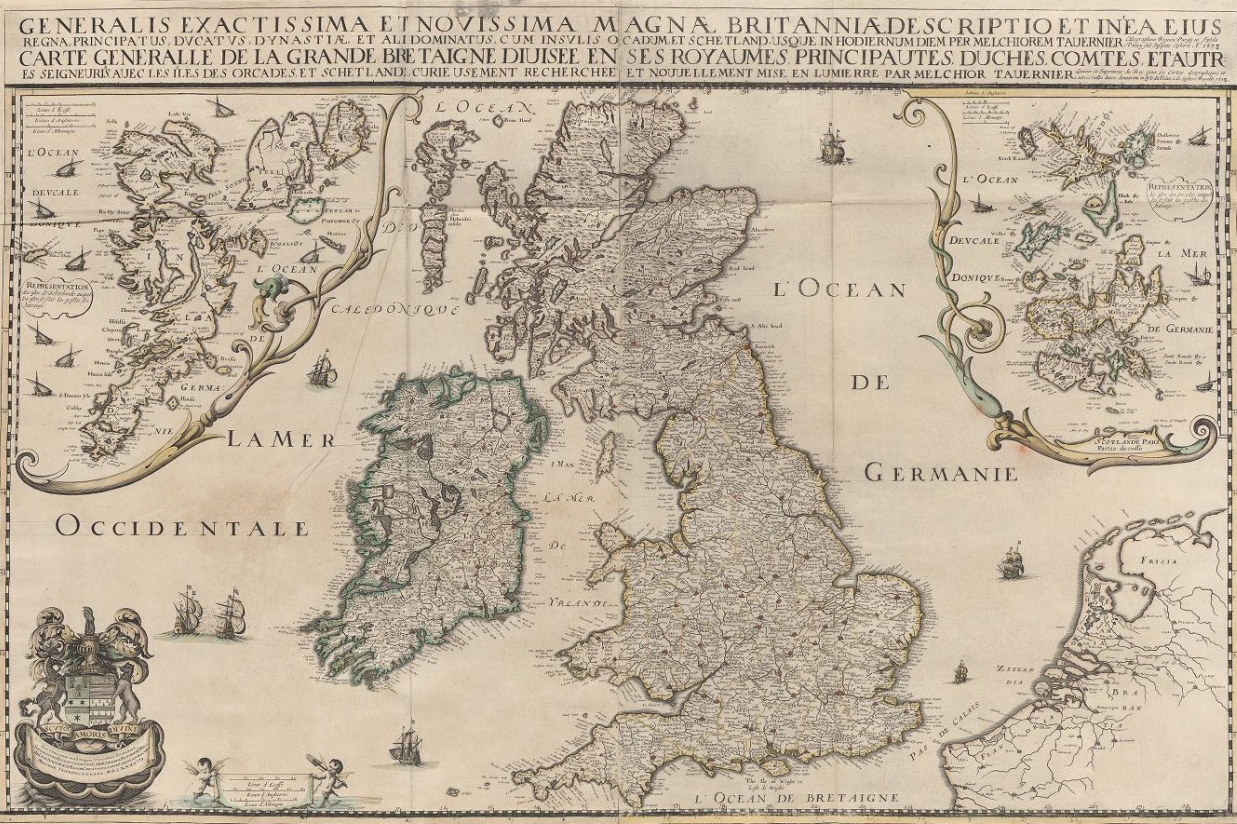
Мапа Англії (1642)
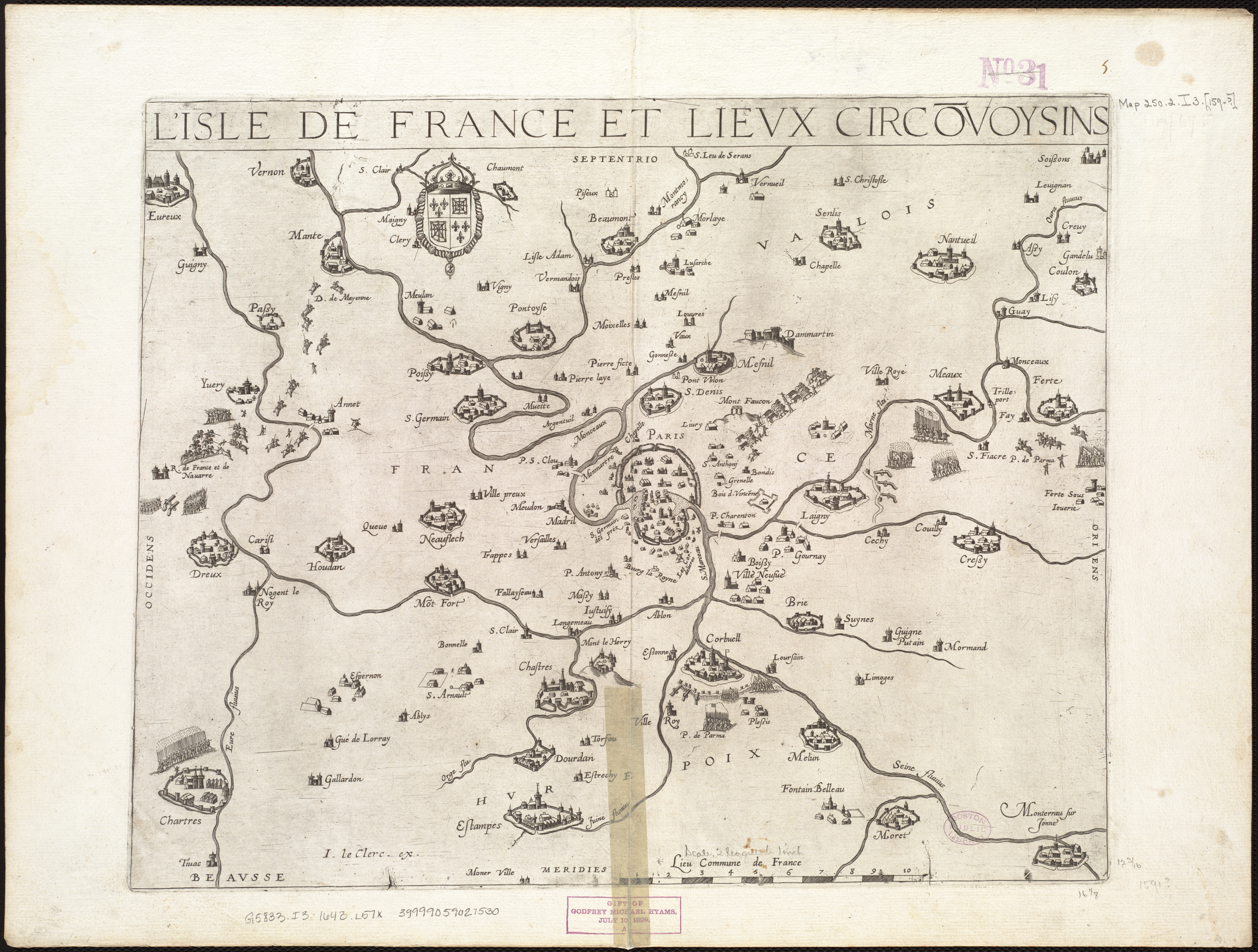
Іль-де-Франс (1643)